# 大主宰
《大主宰》為作家天蠶土豆於起點中文網上發布的一部玄幻網路小說，内容與前作《鬥破蒼穹》和《武動乾坤》相關聯，講述少年牧塵不斷成長的的故事。作品於2013年7月1日開始連載，並於2017年7月8日完結。
2014年4月在《壹周漫畫》上開始連載由该小說改編的漫畫，執筆是蟬聯中國漫畫作家富豪榜冠軍的周洪濱。
据该小说改编有多款网络遊戲，如手遊《主宰無雙》、《新大主宰》、《我是大主宰》等，月流水超过一亿人民币。该作还长期位居百度风云榜玄幻类小说前三名，并曾三度获得百度风云榜年度冠军。有媒体将其誉为“东方版哈利波特的国产玄幻史诗剧作”。
電視劇《北靈少年誌之大主宰》2020年播出，上海申城影視傳媒有限公司出品，網路獨播平台愛奇藝，白一驄擔任監製，好萊塢著名電影製片人史蒂芬·哈梅爾（Stephen Hamel）作為聯合製片人。

## 主要人物
- 牧尘：男主角
- 洛璃：女主角
- 九幽: 与牧尘拥有血脉链接的神兽
- 清衍靜：牧尘母親
- 蕭炎：炎帝（前傳《鬥破蒼穹》主角）
- 林動：武祖（前傳《武動乾坤》主角）

## 外部連結
- 大主宰 （页面存档备份，存于）在起點中文網的頁面
- 大主宰 （页面存档备份，存于）在博客來的頁面